# Нерівність Шура
В математиці, нерівність Шура, названа в честь німецького математика Іссаї Шура, стверджує, що для довільного додатнього дійсного числа {\displaystyle t} та довільних невід'ємних дійсних чисел {\displaystyle x,y,z} справджується наступна нерівність:
{\displaystyle x^{t}(x-y)(x-z)+y^{t}(y-x)(y-z)+z^{t}(z-x)(z-y)\geqslant 0}
причому, рівність досягається тоді і тільки тоді, коли або {\displaystyle x=y=z} або два з чисел {\displaystyle x,y,z} рівні між собою, а третє є нулем.
Найбільш вживаним та відомим є випадок при {\displaystyle t=1}, коли дана нерівність набуває вигляду
{\displaystyle x^{3}+y^{3}+z^{3}+3xyz\geqslant x^{2}y+x^{2}z+y^{2}x+y^{2}z+z^{2}x+z^{2}y}

## Доведення
Оскільки нерівність симетрична відносно змінних {\displaystyle x,y,z}, то без обмеження загальності, вважатимемо {\displaystyle x\geqslant y\geqslant z}. Тоді нерівність Шура стає рівносильною наступній нерівності:
{\displaystyle (x-y)[x^{t}(x-z)-y^{t}(y-z)]+z^{t}(z-x)(z-y)\geqslant 0}
яка виконується з огляду на те, що {\displaystyle x^{t}(x-z)\geqslant x^{t}(y-z)\geqslant y^{t}(y-z)}. Також, очевидно що рівність можлива лиш при {\displaystyle x=y=z} або {\displaystyle x=y} та {\displaystyle z=0}. Врахувавши симетричні варіанти, маємо, що в початковій нерівності рівність досягається тоді і тільки тоді, коли або {\displaystyle x=y=z} або два з чисел {\displaystyle x,y,z} рівні між собою, а третє є нулем, що і треба було довести.

## Узагальнення
Узагальненням нерівності Шура є наступна нерівність: для дійсних чисел {\displaystyle x,y,z} та невід'ємних дійсних {\displaystyle a,b,c}:
{\displaystyle a(x-y)(x-z)+b(y-x)(y-z)+c(z-x)(z-y)\geqslant 0}
яка справджується коли виконується хоч одна з наступних умов:
- {\displaystyle x\geqslant y\geqslant z} та {\displaystyle a\geqslant b}
- {\displaystyle x\geqslant y\geqslant z} та {\displaystyle c\geqslant b}
- {\displaystyle x\geqslant y\geqslant z} та {\displaystyle a+c\geqslant b}
- {\displaystyle x\geqslant y\geqslant z\geqslant 0} та {\displaystyle ax\geqslant by}
- {\displaystyle x\geqslant y\geqslant z\geqslant 0} та {\displaystyle cz\geqslant by}
- {\displaystyle x\geqslant y\geqslant z\geqslant 0} та {\displaystyle ax+cz\geqslant by}
- {\displaystyle a,b,c}  - сторони деякого трикутника
- {\displaystyle a,b,c} - квадрати сторін деякого трикутника
- {\displaystyle ax,by,cz} - сторони деякого трикутника
- {\displaystyle ax,by,cz} - квадрати сторін деякого трикутника
- Існує опукла функція або монотонна {\displaystyle f:I\longrightarrow R^{+}} , де {\displaystyle I}- це інтервал, що містить числа {\displaystyle x}, {\displaystyle y}, {\displaystyle z}, причому {\displaystyle a=f(x)}, {\displaystyle b=f(y)}, {\displaystyle c=f(z)}

В 2007 році румунський математик Валентин Ворніку показав, що наступне узагальнення нерівності Шура справджується:
Якщо {\displaystyle a,b,c,x,y,z\in \mathbb {R} }, причому {\displaystyle a\geqslant b\geqslant c} та або {\displaystyle x\geqslant y\geqslant z} чи {\displaystyle z\geqslant y\geqslant x} і {\displaystyle k\in \mathbb {Z} ^{+}} та {\displaystyle f:\mathbb {R} \rightarrow \mathbb {R} _{0}^{+}} є або опуклою, або монотонною, то справджується наступна нерівність:
{\displaystyle {f(x)(a-b)^{k}(a-c)^{k}+f(y)(b-a)^{k}(b-c)^{k}+f(z)(c-a)^{k}(c-b)^{k}\geq 0}.\,}
Неважко переконатись, що при {\displaystyle x=a,y=b,z=c,k=1,f(n)=n^{r}} ця нерівність перетворюється в нерівність Шура.